# 流星戦士フラスター
流星戦士フラスターは新潟県胎内市を拠点に活動する非公認ローカルヒーロー。

## 概要
2017年2月25日に開催された胎内スキーカーニバルでイベントデビュー。胎内市をはじめ新潟県下越地方で開催されるイベント参加を活動主体としている。漫画、Youtubeでの活動も行っている。

## キャラクター

### 流星戦士フラスター
胎内市に咲くチューリップ(フラワー)と、胎内市の夜空を彩る星(スター)の力を使う戦士。スーツは胎内市の満開のチューリップと満点の星空のエネルギーを宿している。手にする武器によって複数のモードがある。
- 武器
  - タガヤスラッシャー
  - ミズヤリンガー
  - ぽっかぽカリバー[4]
  - めでたシールド[5]

- 決め台詞
  - 降り注げ勇気！咲き誇れ正義！流星戦士フラスター！
  - 飴がなくぐらい…ばか燃えるぜ！

### カソラス
新潟県胎内市をゴミで埋め尽くそうとする、カソラス団の団長のカラス怪人。

### コメコマンダー･ベイフーン
太古から胎内市を見守り続ける、胎内市の伝説のエキスパート。

### ダッジャ～レオン
胎内市の環境が破壊されるのが怖いから寒いダジャレで胎内市の大自然を凍結させて永久保存しようと企んでいる。

### ルーテス35
アクロ博士が開発したスーパーゴミ捨てロボット。逆から読むと「ごみすてーる」になる。